# Liste der Eisenbahnstrecken in Thüringen
Diese Liste enthält alle Eisenbahnstrecken, die auf Thüringer Gebiet verlaufen.

## Legende
Die Liste ist nach Streckennummern sortiert. Strecken, die keine Streckennummer erhalten haben, sind in der Nähe ihrer Nachbarstrecken einsortiert.
- Strecke: Hier erscheinen Anfangs- und Endbahnhof der Strecke.
- Name: Hier werden Alternativnamen und/oder Besonderheiten genannt.
- Länge: Hier ist die Länge vom Start- zum Zielbahnhof in Kilometern, gerundet auf eine Kommastelle eingetragen.
- in TH: Hier ist die Länge auf heutigem thüringischen Gebiet eingetragen, es handelt sich dabei lediglich um gerundete Werte.
- Verlauf: Hier sind wichtige Orte an der Strecke genannt.
- Ausbau in TH: Hier steht, wie die Strecke im Land ausgebaut ist. Es handelt sich um die Anzahl der Gleise, die Elektrifizierung (E) und die Spurweite, sofern diese von der Normalspur (1435 mm) abweicht.
- Eröffnung: Hier werden die Eröffnungsdaten gelistet, dabei wurden Abschnitte, die im selben Jahr eröffnet wurden, zusammengefasst.
- Stilllegung: Hier sind die Daten zur Stilllegung der Strecke genannt. Da diese oft in vielen Schritten abläuft, sind nur die wichtigsten Daten erwähnt. Weitere Details dazu finden sich in den entsprechenden Streckenartikeln. Ein P steht für Einstellung des Personen- und ein G für Einstellung des Güterverkehrs.
- Kursbuch: Hier wird die Kursbuch-Streckennummer erwähnt, wenn aktuell Personenverkehr auf der Strecke betrieben wird.
- Streckennummer: Hier wird die Streckennummer nach Schema der Deutschen Bahn genannt.

## Liste
| Strecke                                | Name                                  | Länge (km) | in TH (km) | Verlauf | Ausbau in TH | Eröffnung | Stilllegung                                                                                     | Kursbuch    | Strecken- nummer |
| -------------------------------------- | ------------------------------------- | ---------- | ---------- | --- | ------------ | --- | ----------------------------------------------------------------------------------------------- | ----------- | ---------------- |
| Northeim–Nordhausen                    | Südharzstrecke                        | 68,9       | 16         | Northeim – Herzberg – Walkenried – Nordhausen                                                                  |              | 1868 (Northeim–Herzberg) 1869 (Herzberg–Nordhausen) |                                                                                                 | 357         | 1810             |
| Leinefelde–Wulften                     |                                       | 39,9       | 17         | Leinefelde – Teistungen – Duderstadt – Gieboldehausen – Wulften                                                | 1            | 1889 (Duderstadt–Wulften) 1897 (Leinefelde–Duderstadt) | 1945 (Teistungen–Duderstadt) 1974 (Duderstadt–Wulften) 2001 (Leinefelde–Teistungen)             |             | 1811             |
| Hünfeld–Wenigentaft-Mansbach           |                                       | 26,4       | 2          | Hünfeld – Eiterfeld – Wenigentaft-Mansbach                                                                     | 1            | 1906 | 1945 (Treischfeld–Wenigentaft-Mansbach) 1972 (Hünfeld–Treischfeld)                              |             | 3813             |
| Schwebda–Wartha                        | Werratalbahn                          | 45,9       | 30         | Schwebda – Wanfried – Treffurt – Mihla – Creuzburg – Wartha                                                    | 1            | 1902 (Schwebda–Treffurt) 1907 (Treffurt–Wartha) | 1949 (Heldra–Mihla) 1969 (Mihla–Wartha) 1970 (Großburschla–Heldra) 1994 (Wanfried–Großburschla) |             | 3931             |
| Bahnstrecke Leipzig–Probstzella        | Frankenwaldbahn                       | 79,6       | 27         | Hochstadt-Marktzeuln – Kronach – Probstzella – Saalfeld                                                        | 2E           | 1861 (Hochstadt–Gundelsdorf) 1863 (Gundelsdorf–Stockheim) 1871 (Eichicht–Saalfeld) 1885 (Stockheim–Eichicht)                                                  |                                                                                                 | 840         | 5010 6383        |
| Sonneberg–Stockheim                    |                                       | 15,3       | 11         | Sonneberg – Neuhaus-Schierschnitz – Stockheim                                                                  | 1            | 1900 (Sonneberg–Neuhaus-Schierschnitz) 1901 (Neuhaus-Schierschnitz–Stockheim)                                                                                 | 1970 (Sonneberg–Grenze) 1987 (Grenze–Stockheim)                                                 |             | 5013             |
| Pressig-Rothenkirchen–Tettau           | Tettautalbahn                         | 16,9       | 9          | Pressig-Rothenkirchen – Heinersdorf – Tettau                                                                   | 1            | 1903 | 1952                                                                                            |             | 5014             |
| Ludwigsstadt–Lehesten                  |                                       | 7,3        | 2          | Ludwigsstadt – Lehesten                                                                                        | 1            | 1885 | 1971                                                                                            |             | 5015             |
| Coburg–Sonneberg                       |                                       | 19,5       | 3          | Coburg – Neustadt bei Coburg – Sonneberg                                                                       | 1E           | 1858 |                                                                                                 | 820         | 5121             |
| Sonneberg–Ernstthal                    |                                       | 25,5       | 26         | Sonneberg – Steinach – Lauscha – Ernstthal                                                                     | 1            | 1886 (Sonneberg–Lauscha) 1913 (Lauscha–Ernstthal) |                                                                                                 | 564         | 5121 6689        |
| Ebersdorf–Neustadt                     | Steinachtalbahn                       | 30,2       | 4          | Ebersdorf – Hof-Steinach – Heubisch-Mupperg – Neustadt bei Coburg                                              | 1            | 1901 (Ebersdorf–Weidhausen) 1920 (Weidhausen–Neustadt) | 1945 (Fürth–Neustadt) 1975 (Ebersdorf–Fürth)                                                    |             | 5124             |
| Schweinfurt–Meiningen                  |                                       | 77,9       | 20         | Schweinfurt – Ebenhausen – Bad Neustadt – Mellrichstadt – Ritschenhausen – Meiningen                           | 1            | 1871 (Schweinfurt–Ebenhausen) 1874 (Ebenhausen–Meiningen) |                                                                                                 | 815         | 5240             |
| Rentwertshausen–Römhild                | Gleichbergbahn                        | 10,7       | 11         | Rentwertshausen – Römhild                                                                                      | 1            | 1893 | 1970                                                                                            |             |                  |
| Ebensfeld–Erfurt                       | Hochgeschwindigkeits- strecke         | 106,7      | 73         | Ebensfeld – Coburg – Schalkau – Ilmenau – Arnstadt – Erfurt                                                    | 2E           | voraussichtlich 2017 |                                                                                                 |             | 5919             |
| Erfurt–Leipzig/Halle                   | Hochgeschwindigkeits- strecke         | 123,0      | 36         | Erfurt – Nebra – Halle / – Gröbers – Leipzig                                                                   | 2E           | voraussichtlich 2015 |                                                                                                 |             | 5919             |
| Glauchau–Gößnitz                       |                                       | 12,4       | 4          | Glauchau – Meerane – Gößnitz                                                                                   | 1E           | 1858 |                                                                                                 | 540         | 6265             |
| Gößnitz–Gera                           |                                       | 35,0       | 35         | Gößnitz – Schmölln – Gera                                                                                      | 1            | 1865 |                                                                                                 | 540         | 6268             |
| Gera–Weischlitz                        | Elstertalbahn                         | 59,9       | 35         | Gera – Greiz – Plauen U – Weischlitz                                                                           | 1            | 1875 |                                                                                                 | 541         | 6269             |
| Förtha–Gerstungen                      | Umfahrung für Herleshausen            | 15,8       | 16         | Förtha – Gerstungen                                                                                            |              | 1962 | 1992                                                                                            |             | 6294             |
| Gotha–Leinefelde                       |                                       | 67,1       | 67         | Gotha – Bad Langensalza – Mühlhausen – Leinefelde                                                              | 1            | 1870 |                                                                                                 | 604         | 6296             |
| Neudietendorf–Ritschenhausen           |                                       | 75,0       | 75         | Neudietendorf – Arnstadt – Plaue – Gräfenroda – Zella-Mehlis – Suhl – Grimmenthal – Ritschenhausen             | 2 1          | 1867 (Neudietendorf–Arnstadt) 1879 (Arnstadt–Plaue) 1882 (Suhl–Grimmenthal) 1884 (Plaue–Suhl; Grimmenthal–Ritschenhausen)                                     |                                                                                                 | 570         | 6298             |
| Arnstadt–Saalfeld                      |                                       | 47,8       | 48         | Arnstadt – Stadtilm – Rottenbach – Saalfeld                                                                    | 1            | 1894 (Arnstadt–Stadtilm) 1895 (Stadtilm–Saalfeld) |                                                                                                 | 561         | 6299             |
| Sangerhausen–Erfurt                    |                                       | 69,8       | 61         | Sangerhausen – Artern – Sömmerda – Erfurt                                                                      | 2E 1E        | 1880 (Sangerhausen–Artern) 1881 (Artern–Erfurt) |                                                                                                 | 595         | 6300             |
| Wolkramshausen–Erfurt                  |                                       | 71,2       | 71         | Wolkramshausen – Sondershausen – Greußen – Straußfurt – Kühnhausen – Erfurt                                    | 1            | 1869 |                                                                                                 | 601         | 6302             |
| Großheringen–Saalfeld                  | Saalbahn                              | 74,8       | 75         | Großheringen – Jena – Göschwitz – Rudolstadt – Saalfeld                                                        | 2E           | 1874 |                                                                                                 | 560         | 6305             |
| Weimar–Gera                            | Holzlandbahn                          | 68,0       | 68         | Weimar – Jena – Göschwitz – Hermsdorf-Klosterlausnitz – Gera                                                   | 2 1          | 1876 |                                                                                                 | 565         | 6307             |
| Eisenach–Lichtenfels                   | Werrabahn                             | 150,9      | 114        | Eisenach – Bad Salzungen – Meiningen – Hildburghausen – Eisfeld – Coburg – Lichtenfels                         | 1            | 1858 (Eisenach–Coburg) 1859 (Coburg–Lichtenfels) | 1945 (Eisfeld–Görsdorf) 1949 (Görsdorf–Tiefenlauter) 1976 (Tiefenlauter–Coburg)                 | 575 569 820 | 6311             |
| Halle–Bebra                            | Thüringer Bahn                        | 210,4      | 128        | Halle – Weißenfels – Naumburg – Großheringen – Weimar – Erfurt – Gotha – Eisenach – Bebra                      | 2E           | 1846 (Halle–Weimar) 1847 (Weimar–Eisenach) 1849 (Eisenach–Bebra)                                                                                              |                                                                                                 | 580 605     | 6340 3800        |
| Halle–Hann. Münden                     |                                       | 193,5      | 86         | Halle – Eisleben – Sangerhausen – Nordhausen – Leinefelde – Eichenberg – Hann. Münden                          | 2E           | 1866 (Halle–Nordhausen) 1867 (Nordhausen–Arendshausen) 1872 (Arendshausen–Hann. Münden)                                                                       |                                                                                                 | 590 600 611 | 6343 3932 1732   |
| Leipzig–Hof                            |                                       | 164,7      | 28         | Leipzig – Altenburg – Gößnitz – Werdau – Reichenbach – Plauen O – Hof                                          | 2E           | 1842 (Leipzig–Altenburg) 1844 (Altenburg–Crimmitschau) 1845 (Crimmitschau–Werdau) 1846 (Werdau–Reichenbach) 1848 (Plauen–Hof) 1852 (Reichenbach–Plauen)       |                                                                                                 | 530         | 6362             |
| Leipzig–Saalfeld                       | Obere Bahn                            | 140,0      | 82         | Leipzig – Zeitz – Gera – Weida – Pößneck O – Saalfeld                                                          | 2 1          | 1859 (Zeitz–Gera) 1871 (Gera–Saalfeld) 1873 (Leipzig–Zeitz)                                                                                                   |                                                                                                 | 550 555     | 6383             |
| Werdau–Mehltheuer                      |                                       | 67,7       | 44         | Werdau – Seelingstädt – Wünschendorf – Weida – Zeulenroda U – Mehltheuer                                       | 1            | 1876 (Werdau–Weida) 1883 (Weida Altstadt–Mehltheuer) 1884 (Weida–Weida Altstadt)                                                                              | 1997 (Wünschendorf–Weida) 2000 (Werdau–Wünschendorf)                                            | 546         | 6653             |
| Zeulenroda U – Zeulenroda O            |                                       | 3,7        | 4          | Zeulenroda U – Zeulenroda O                                                                                    | 1            | 1914 | 1999                                                                                            |             | 6654             |
| Neumark–Greiz                          |                                       | 13,8       | 10         | Neumark – Brunn – Mohlsdorf – Aubachtal – Greiz                                                                | 1            | 1865 (Neumark–Aubachtal) 1879 (Aubachtal–Greiz) | 1999                                                                                            |             | 6655             |
| Schönberg–Schleiz                      |                                       | 14,9       | 8          | Schönberg – Mühltroff – Schleiz                                                                                | 1            | 1886 | 2006                                                                                            |             | 6656             |
| Schönberg–Hirschberg                   |                                       | 20,0       | 18         | Schönberg – Tanna – Hirschberg                                                                                 | 1            | 1892 | 1994 [P]                                                                                        |             | 6657             |
| Schleiz–Saalburg                       | Schleizer Kleinbahn                   | 15,2       | 15         | Schleiz – Gräfenwarth – Saalburg                                                                               | 1E           | 1930 | 1996                                                                                            |             | 6658             |
| Crossen–Porstendorf                    |                                       | 29,4       | 29         | Crossen – Eisenberg – Bürgel – Porstendorf                                                                     | 1            | 1880 (Crossen–Eisenberg) 1905 (Eisenberg–Porstendorf) | 1969 (Eisenberg–Porstendorf) 1999 (Crossen–Eisenberg)                                           |             | 6659             |
| Meuselwitz–Ronneburg                   |                                       | 27,2       | 27         | Meuselwitz – Dobitschen – Großenstein – Ronneburg                                                              | 1            | 1887 | 1972 [P]                                                                                        |             | 6661             |
| Gera–Wuitz-Mumsdorf                    |                                       | 31,0       | 19         | Gera – Brahmenau – Kayna – Zipsendorf – Wuitz-Mumsdorf                                                         | 1 1000 mm    | 1901 | 1970                                                                                            |             |                  |
| Weimar–Kranichfeld                     | Ilmtalbahn                            | 25,4       | 25         | Weimar – Bad Berka – Kranichfeld                                                                               | 1            | 1887 (Weimar–Tannroda) 1888 (Tannroda–Kranichfeld) |                                                                                                 | 579         | 6681             |
| Bad Berka–Blankenhain                  |                                       | 6,2        | 6          | Bad Berka – Blankenhain                                                                                        | 1            | 1887 | 1967                                                                                            |             |                  |
| Niederpöllnitz–Münchenbernsdorf        |                                       | 8,7        | 9          | Niederpöllnitz – Münchenbernsdorf                                                                              | 1            | 1909 | 1967 [P]                                                                                        |             | 6682             |
| Triptis–Marxgrün                       | Oberlandbahn                          | 68,8       | 63         | Triptis – Auma – Ziegenrück – Remptendorf – Unterlemnitz – Lobenstein – Blankenstein – Marxgrün                | 1            | 1894 (Triptis–Ziegenrück) 1895 (Ziegenrück–Lobenstein) 1896 (Lobenstein–Lemnitzhammer Gbf) 1897 (Lemnitzhammer Gbf–Blankenstein) 1901 (Blankenstein–Marxgrün) | 1945 (Blankenstein–Marxgrün) 1998 (Triptis–Unterlemnitz [P])                                    |             | 6683             |
| Orlamünde–Oppurg                       | Orlabahn                              | 14,9       | 15         | Orlamünde – Pößneck U – Oppurg                                                                                 | 1            | 1889 (Orlamünde–Pößneck U) 1892 (Pößneck U–Oppurg) | 1946 (Pößneck U–Oppurg)                                                                         | 559         | 6684             |
| Schwarza–Bad Blankenburg               |                                       | 4,3        | 4          | Schwarza – Bad Blankenburg                                                                                     | 1            | 1884 | 2000                                                                                            |             | 6685             |
| Hockeroda–Unterlemnitz                 | Sormitztalbahn                        | 28,3       | 28         | Hockeroda – Leutenberg – Wurzbach – Unterlemnitz                                                               | 1            | 1907 (Hockeroda–Wurzbach) 1908 (Wurzbach–Unterlemnitz) |                                                                                                 | 557         | 6686 6709        |
| Probstzella–Neuhaus                    |                                       | 26,3       | 26         | Probstzella – Gräfenthal – Ernstthal – Neuhaus                                                                 | 1            | 1898 (Probstzella–Schmiedefeld) 1899 (Schmiedefeld–Lichte Ost) 1913 (Lichte Ost–Neuhaus)                                                                      | 2006 (Probstzella–Ernstthal)                                                                    | 564         | 6688             |
| Rottenbach–Katzhütte                   | Schwarzatalbahn                       | 24,9       | 25         | Rottenbach – Schwarzburg – Obstfelderschmiede – Katzhütte                                                      | 1            | 1899 (Rottenbach–Köditzberg) 1900 (Köditzberg–Katzhütte) |                                                                                                 | 562         | 6690             |
| Köditzberg–Königsee                    |                                       | 4,4        | 4          | Köditzberg – Königsee                                                                                          | 1            | 1899 | 1973                                                                                            |             |                  |
| Obstfelderschmiede–Lichtenhain         | Oberweißbacher Bergbahn Standseilbahn | 1,4        | 1          | Obstfelderschmiede – Lichtenhain                                                                               | 2 1800 mm    | 1923 |                                                                                                 | 563         | 6691             |
| Lichtenhain–Cursdorf                   | Oberweißbacher Bergbahn Flachstrecke  | 2,6        | 3          | Lichtenhain – Oberweißbach-Deesbach – Cursdorf                                                                 | 1E           | 1923 |                                                                                                 | 563         | 6691             |
| Eisfeld–Sonneberg                      | Hinterlandbahn                        | 32,9       | 33         | Eisfeld – Schalkau – Rauenstein – Sonneberg                                                                    | 1            | 1909 (Eisfeld–Effelder) 1910 (Effelder–Sonneberg) |                                                                                                 | 569         | 6692 6693        |
| Eisfeld–Schönbrunn                     |                                       | 17,8       | 18         | Eisfeld – Brattendorf – Schönbrunn                                                                             | 1 1000 mm    | 1890 | 1973                                                                                            |             |                  |
| Hildburghausen–Lindenau-Friedrichshall |                                       | 29,3       | 29         | Hildburghausen – Heldburg – Lindenau-Friedrichshall                                                            | 1 1000 mm    | 1888 | 1946                                                                                            |             |                  |
| Plaue–Themar                           | Rennsteigbahn                         | 62,0       | 62         | Plaue – Ilmenau – Rennsteig – Schleusingen – Themar                                                            | 1            | 1879 (Plaue–Ilmenau) 1888 (Schleusingen–Themar) 1904 (Ilmenau–Schleusingen)                                                                                   | 1998 (Ilmenau–Themar [P])                                                                       | 566         | 6694 6708        |
| Rennsteig–Frauenwald                   |                                       | 5,0        | 5          | Rennsteig – Frauenwald                                                                                         | 1            | 1913 | 1965                                                                                            |             |                  |
| Ilmenau–Großbreitenbach                |                                       | 20,6       | 21         | Ilmenau – Langewiesen – Gehren – Großbreitenbach                                                               | 1            | 1881 (Ilmenau–Gehren) 1882 (Gehren–Großbreitenbach) | 1998                                                                                            |             | 6695             |
| Suhl–Schleusingen                      | Friedbergbahn                         | 15,8       | 16         | Suhl – Erlau – Schleusingen                                                                                    | 1            | 1911 | 1999                                                                                            |             | 6696             |
| Gotha–Gräfenroda                       | Ohratalbahn                           | 35,7       | 36         | Gotha – Georgenthal – Ohrdruf – Gräfenroda                                                                     | 1            | 1876 (Gotha–Ohrdruf) 1892 (Ohrdruf–Gräfenroda) |                                                                                                 | 572         | 6697             |
| Wernshausen–Trusetal                   | Trusebahn                             | 9,0        | 9          | Wernshausen – Trusetal                                                                                         | 1 750 mm     | 1899 | 1968                                                                                            |             |                  |
| Zella-Mehlis–Wernshausen               |                                       | 30,4       | 30         | Zella-Mehlis – Steinbach-Hallenberg – Schmalkalden – Wernshausen                                               | 1            | 1874 (Schmalkalden–Wernshausen) 1891 (Steinbach-Hallenberg–Schmalkalden) 1893 (Zella-Mehlis–Steinbach-Hallenberg)                                             |                                                                                                 | 573         | 6698             |
| Schmalkalden–Brotterode                | Schmalkalder Kreisbahn                | 18,0       | 18         | Schmalkalden – Kleinschmalkalden – Brotterode                                                                  | 1            | 1892 (Schmalkalden–Floh-Seligenthal) 1893 (Floh-Seligenthal–Kleinschmalkalden) 1898 (Kleinschmalkalden–Brotterode)                                            | 1999                                                                                            |             | 6699 6700        |
| Immelborn–Steinbach                    |                                       | 8,6        | 9          | Immelborn – Barchfeld – Bad Liebenstein – Steinbach                                                            | 1            | 1889 (Immelborn–Bad Liebenstein) 1927 (Bad Liebenstein–Steinbach)                                                                                             | 1973                                                                                            |             | 6701             |
| Wutha–Ruhla                            |                                       | 7,3        | 7          | Wutha – Ruhla                                                                                                  | 1            | 1880 | 1967                                                                                            |             |                  |
| Fröttstädt–Georgenthal                 | Friedrichrodaer Bahn                  | 18,8       | 19         | Fröttstädt – Waltershausen – Friedrichroda – Georgenthal                                                       | 1            | 1848 (Fröttstädt–Waltershausen) 1876 (Waltershausen–Friedrichroda) 1896 (Friedrichroda–Georgenthal)                                                           | 1947 (Friedrichroda–Georgenthal)                                                                | 606         | 6702             |
| Bad Salzungen–Vacha                    | Werratalbahn                          | 16,3       | 16         | Bad Salzungen – Tiefenort – Dorndorf – Vacha                                                                   | 1            | 1879 2011 | 2003 –                                                                                          |             | 6703             |
| Vacha–Unterbreizbach                   | Umgehungsstrecke                      | 5,9        | 6          | Vacha – Unterbreizbach                                                                                         | 1            | 1952 | 2000                                                                                            |             | 6703             |
| Vacha–Hilders                          | Ulstertalbahn                         | 38,4       | 18         | Vacha – Unterbreizbach – Wenigentaft-Mansbach – Geisa – Tann – Hilders                                         | 1            | 1891 (Tann–Hilders) 1906 (Vacha–Geisa) 1909 (Geisa–Tann) | 1952 (Vacha–Tann) 1961 (Tann–Hilders)                                                           |             | 6703 3815 3820   |
| Wenigentaft-Mansbach–Oechsen           |                                       | 10,4       | 10         | Wenigentaft-Mansbach – Bermbach – Oechsen                                                                      | 1            | 1912 | 1952                                                                                            |             |                  |
| Dorndorf–Kaltennordheim                | Feldabahn                             | 27,7       | 28         | Dorndorf – Stadtlengsfeld – Dermbach – Kaltennordheim                                                          | 1            | 1879 (Dorndorf–Dermbach) 1880 (Dermbach–Kaltennordheim) | 2003                                                                                            |             | 6704             |
| Gerstungen–Vacha                       | Werratalbahn                          | 24,2       | 9          | Gerstungen – Heringen – Philippsthal – Vacha                                                                   | 1            | 1903 (Gerstungen–Dankmarshausen) 1905 (Dankmarshausen–Vacha)                                                                                                  | 1993 [P]                                                                                        |             | 6707             |
| Leinefelde–Treysa                      | Kanonenbahn                           | 130,0      | 37         | Leinefelde – Silberhausen – Dingelstädt – Geismar – Eschwege – Waldkappel – Malsfeld – Homberg (Efze) – Treysa | 1            | 1876 (Eschwege–Treysa) 1880 (Leinefelde–Eschwege) | 1992 (in TH)                                                                                    |             | 6710 3930        |
| Bufleben–Großenbehringen               | Nessetalbahn                          | 17,2       | 17         | Bufleben – Friedrichswerth – Großenbehringen                                                                   | 1            | 1890 | 1947 (Friedrichswerth–Großenbehringen) 1995 (Bufleben–Friedrichswerth)                          |             | 6712             |
| Ballstädt–Straußfurt                   |                                       | 32,1       | 32         | Ballstädt – Gräfentonna – Döllstädt – Bad Tennstedt – Straußfurt                                               | 1            | 1889 (Ballstädt–Herbsleben) 1895 (Herbsleben–Bad Tennstedt) 1906 (Bad Tennstedt–Straußfurt)                                                                   | 1947 (Ballstädt–Gräfentonna) 1997 (Döllstädt–Bad Tennstedt) 1998 (Bad Tennstedt–Straußfurt)     | 603         | 6714             |
| Kühnhausen–Bad Langensalza             |                                       | 27,7       | 28         | Kühnhausen – Döllstädt – Gräfentonna – Bad Langensalza                                                         | 1            | 1889 (Döllstädt–Gräfentonna) 1897 (Kühnhausen–Döllstädt; Gräfentonna–Bad Langensalza)                                                                         |                                                                                                 | 603         | 6715 6713        |
| Silberhausen–Hüpstedt                  | Obereichsfelder Kleinbahn             | 10,0       | 10         | Silberhausen – Beberstedt – Hüpstedt                                                                           | 1            | 1913 | 1947                                                                                            |             |                  |
| Ellrich–Zorge                          |                                       | 7,3        | 2          | Ellrich – Zorge                                                                                                | 1            | 1907 | 1945                                                                                            |             |                  |
| Bleicherode–Herzberg                   |                                       | 41,3       | 27         | Bleicherode – Bischofferode – Zwinge – Herzberg                                                                | 1            | 1908 (Bleicherode–Großbodungen) 1910 (Großbodungen–Bischofferode) 1911 (Bischofferode–Herzberg)                                                               | 1982 (Grenze–Herzberg) 2003 (Bleicherode–Grenze)                                                |             | 6717 1814        |
| Mühlhausen–Treffurt                    | Vogteier Bimmelbahn                   | 31,8       | 30         | Mühlhausen – Oberdorla – Heyerode – Treffurt                                                                   | 1            | 1911 | 1969                                                                                            |             |                  |
| Hohenebra–Ebeleben                     |                                       | 8,7        | 9          | Hohenebra – Ebeleben                                                                                           | 1            | 1883 | 1974 [P]                                                                                        |             | 6718             |
| Greußen–Keula                          |                                       | 37,1       | 37         | Greußen – Großenehrich – Ebeleben – Menteroda – Keula                                                          | 1            | 1901 | 1968 (Greußen–Ebeleben) 2005 (Ebeleben–Keula)                                                   |             | 6719             |
| Ebeleben–Mühlhausen                    |                                       | 25,6       | 26         | Ebeleben – Schlotheim – Körner – Mühlhausen                                                                    | 1            | 1897 | 1974 (Ebeleben–Schlotheim) 1997 (Schlotheim–Mühlhausen)                                         |             | 6720             |
| Straußfurt–Großheringen                | Pfefferminzbahn                       | 52,8       | 47         | Straußfurt – Sömmerda – Kölleda – Buttstädt – Großheringen                                                     | 1            | 1874 | 2007 (Straußfurt–Sömmerda [P])                                                                  | 594         | 6721             |
| Bretleben–Sondershausen                | Kyffhäuserbahn                        | 30,9       | 31         | Bretleben – Bad Frankenhausen – Sondershausen                                                                  | 1            | 1894 (Bretleben–Bad Frankenhausen) 1898 (Bad Frankenhausen–Sondershausen)                                                                                     | 2008                                                                                            |             | 6725             |
| Naumburg–Artern                        | Unstrutbahn                           | 52,7       | 14         | Naumburg – Freyburg – Laucha – Nebra – Roßleben – Reinsdorf                                                    | 1            | 1889 | 2006 (Nebra–Reinsdorf [P])                                                                      | 585         | 6726             |
| Laucha–Kölleda                         | Finnebahn                             | 38,8       | 18         | Laucha – Bad Bibra – Lossa – Großmonra – Kölleda                                                               | 1            | 1914 | 1947 (Lossa–Kölleda) 1994 (Laucha–Lossa)                                                        |             | 6727             |
| Georgenthal–Tambach-Dietharz           | Hirzbergbahn                          | 6,2        | 6          | Georgenthal – Tambach-Dietharz                                                                                 | 1            | 1892 | 1995                                                                                            |             | 6729             |
| Berga-Kelbra–Artern                    | Kyffhäuser-Kleinbahn                  | 28,7       | 12         | Berga-Kelbra – Kelbra – Tilleda – Ichstedt – Artern                                                            | 1            | 1916 | 1966                                                                                            |             |                  |
| Weimar–Großrudestedt                   |                                       | 34,2       | 34         | Weimar – Schöndorf – Buttelstedt – Markvippach – Großrudestedt                                                 | 1 1000 mm    | 1887 | 1946                                                                                            |             |                  |
| Buttelstedt–Rastenberg                 |                                       | 16,9       | 17         | Buttelstedt – Guthmannshausen – Mannstedt – Hardisleben – Rastenberg                                           | 1 1000 mm    | 1887 | 1925                                                                                            |             |                  |
| Buttstädt–Rastenberg                   |                                       | 5,7        | 6          | Buttstädt – Hardisleben – Rastenberg                                                                           | 1 1000 mm    | 1910 | 1968                                                                                            |             |                  |
| Weimar–Buchenwald                      | Buchenwaldbahn                        | 10,9       | 11         | Weimar – Schöndorf – Buchenwald                                                                                | 1            | 1943 | 1965                                                                                            |             |                  |
| Erfurt–Nottleben                       |                                       | 21,2       | 21         | Erfurt Nord – Marbach – Erfurt West – Bindersleben – Alach – Nottleben                                         | 1            | 1926 | 1967 [P] 2001 [G]                                                                               |             | 6731             |
| Bad Langensalza–Haussömmern            | Langensalzaer Kleinbahn               | 27,4       | 27         | Bad Langensalza – Thamsbrück – Kirchheilingen – Haussömmern                                                    | 1            | 1913 (Bad Langensalza–Kirchheilingen) 1923 (Kirchheilingen–Haussömmern)                                                                                       | 1967 (Kirchheilingen–Haussömmern) 1969 (Bad Langensalza–Kirchheilingen)                         |             | 6732             |
| Arnstadt–Ichtershausen                 |                                       | 5,1        | 5          | Arnstadt – Rudisleben – Ichtershausen                                                                          | 1            | 1885 | 1962                                                                                            |             | 6733             |
| Heiligenstadt–Schwebda                 |                                       | 32,1       | 29         | Heiligenstadt – Fürstenhagen – Großtöpfer – Schwebda                                                           | 1            | 1914 | 1947                                                                                            |             | 6734             |
| Esperstedt–Oldisleben                  |                                       | 4,3        | 4          | Esperstedt – Oldisleben                                                                                        | 1            | 1907 | 1994                                                                                            |             | 6735             |
| Zeitz–Camburg                          |                                       | 37,4       | 14         | Zeitz – Droyßig – Osterfeld – Schkölen – Camburg                                                               | 1            | 1897 | 1945 (Molau–Camburg) 1965 (Osterfeld–Molau) 2000 (Zeitz–Osterfeld)                              |             | 6813             |
| Zeitz–Altenburg                        |                                       | 25,1       | 16         | Zeitz – Meuselwitz – Altenburg                                                                                 | 1            | 1872 | 2002 [P]                                                                                        |             | 6814             |
| Altenburg–Langenleuba-Oberhain         |                                       | 24,9       | 19         | Altenburg – Nobitz – Beiern-Langenleuba – Langenleuba-Oberhain                                                 | 1            | 1901 | 1998                                                                                            |             | 6816             |
| Gaschwitz–Meuselwitz                   |                                       | 27,8       | 8          | Gaschwitz – Groitzsch – Lucka – Meuselwitz                                                                     | 1            | 1874 | 1998                                                                                            |             | 6821             |
| Nordhausen–Wernigerode                 | Harzquerbahn                          | 60,5       | 22         | Nordhausen – Ilfeld – Eisfelder Talmühle – Benneckenstein – Drei Annen Hohne – Wernigerode                     | 1 1000 mm    | 1897 (Nordhausen–Ilfeld) 1898 (Ilfeld–Benneckenstein; Drei Annen Hohne–Wernigerode) 1899 (Benneckenstein–Drei Annen Hohne)                                    |                                                                                                 | 326         | 9700             |
| Wismut-Werkbahn                        |                                       | 15,6       | 16         | verschiedene Streckenabschnitte im Raum Ronneburg                                                              | 1            | 1950er |                                                                                                 |             | 9707             |

## In Thüringen aktive Eisenbahninfrastrukturunternehmen
- DB InfraGO, Berlin
- Thüringer Eisenbahn (ThE), Erfurt
- Harzer Schmalspurbahnen (HSB), Wernigerode
- Deutsche Regionaleisenbahn (DRE), Berlin
- RbT Regiobahn Thüringen, Vacha
- Erfurter Bahn (EB), Erfurt